# 총선거
총선거(總選擧, 영어: general election) 또는 단순히 총선(總選)은 국가 단위에서 유권자의 대부분 혹은 모두가 투표권을 갖는 선거를 일컫는 말이다. 따라서 국회의원 선거는 대부분 총선이나 예비 선거나 지방선거는 총선에서 제외된다.
일반적으로, 대통령제 국가에서는 국회 의원의 임기가 만료되거나 재임 중인 의원이 사망, 사임할 때 시행한다. 의원 내각제 국가에서는 여기에 국회가 해산하였을 때의 조건이 추가된다. 미국의 상원의원, 일본의 참의원같이 일부를 선출하는 경우는 총선거가 아니다.

## 각국의 총선
| 국명           | 의회・의회의 명칭    | 임기 | 최근 총선실시일                   | 최근 선거                 |
| -------------- | -------------------- | ---- | --------------------------------- | ------------------------- |
| 대한민국       | 국회（단원제）       | 4년  | 2024년 4월 10일                   | 대한민국 제22대 총선      |
| 영국           | 하원                 | 5년  | 2019년 12월 12일                  | 제49회 영국 서민원 총선거 |
| 프랑스         | 하원                 | 5년  | 2022년 6월 12일, 6월 19일         | 2022년 프랑스 총선        |
| 오스트레일리아 | 하원                 | 3년  | 2007년 11월 24일                  |                           |
| 뉴질랜드       | 의회（단원제）       | 3년  | 2008년 11월 8일                   |                           |
| 이탈리아       | 하원（대의원）       | 5년  | 2018년 3월 4일                    | 2018년 이탈리아 총선      |
| 스페인         | 하원                 | 4년  | 2019년 4월 28일                   | 2019년 11월 스페인 총선거 |
| 포르투갈       | 공화국의회（단원제） | 4년  | 2009년 9월 28일                   | 2009년 포르투갈 의회선거  |
| 네덜란드       | 하원（제2원）        | 4년  | 2006년 11월 22일                  |                           |
| 인도           | 하원（로크 사바）    | 5년  | 2019년 4월 11일 ~ 2019년 5월 19일 |                           |
| 오스트리아     | 하원（국민의회）     | 4년  | 2008년 9월 28일                   |                           |
| 독일           | 독일 연방의회        | 4년  | 2021년 9월 26일                   | 2021년 독일 연방의회 선거 |
| 캐나다         | 하원                 | 5년  | 2008년 10월 14일                  |                           |
| 러시아         | 하원（두마）         | 5년  | 2021년 9월 17일 ~ 9월 19일        | 2021년 러시아 하원선거    |
| 캄보디아       | 하원                 | 5년  | 2018년 7월 29일                   | 2018년 캄보디아 의회 선거 |
| 베트남         | 국회（단원제）       | 5년  | 2016년 5월 22일                   | 2016년 베트남 의회 선거   |
| 이스라엘       | 크네셋（단원제）     | 4년  | 2020년 3월 2일                    | 2020년 이스라엘 의회 선거 |
| 리히텐슈타인   | 의회                 | 4년  | 2025년 2월 9일                    | 2025년 리히텐슈타인 총선  |

## 같이 보기
- 선거교서